# Monzeler Hüttenkopf
Der Monzeler Hüttenkopf, auch nur Hüttenkopf genannt, ist mit 423,4 m ü. NHN die zweithöchste Erhebung der Moselberge. Er liegt bei Monzel im rheinland-pfälzischen Landkreis Bernkastel-Wittlich.

## Geographie

### Lage
Der Monzeler Hüttenkopf erhebt sich westlich von Monzel, dem südlichen Ortsteil der Gemeinde Osann-Monzel, und nordwestlich von Kesten. Nördlich vorbei fließt durch Osann der Lieser-Zufluss Oestelbach, und südwestlich bis südlich der Dreisbach, der wie die Lieser die südöstlich vorbeifließende Mosel speist.
Auf dem Berg liegen Teile des Landschaftsschutzgebiets Moselgebiet von Schweich bis Koblenz (CDDA-Nr. 323051; 1979 ausgewiesen; 1187,48 km² groß).

### Naturräumliche Zuordnung
Der Monzeler Hüttenkopf gehört in der naturräumlichen Haupteinheitengruppe Moseltal (Nr. 25) und in der Haupteinheit Mittleres Moseltal (250) zur Untereinheit Moselberge (250.2). Die Landschaft fällt nach Osten und Südosten in den Naturraum Osann-Veldenzer Umlaufberge (250.31) ab, der zur Untereinheit Mittelmosel (250.3) zählt. Nach Norden bis Nordwesten leitet sie in die Untereinheit Klausener Hügelland (251.2) über, die zur Haupteinheit Wittlicher Senke (251) gehört.